# Dinastía Vardhana
La dinastía Pushyabhuti (IAST: Puṣyabhūti), también conocida como dinastía Pushpabhuti o dinastía Vardhana, gobernó partes del norte de la India durante los siglos VI y VII. La dinastía alcanzó su cenit bajo su último gobernante Harsha-Vardhana, cuyo imperio comprendía gran parte del norte y del noroeste de la India, y se extendía hasta Kamarupa, en el este, y hasta el río Narmada, en el sur. La dinastía inicialmente gobernó desde Sthanvishvara (moderna Thanesar, en Haryana), pero Harsha finalmente hizo de Kanyakubja (actual Kannauj, en Uttar Pradesh) su capital, desde donde gobernó hasta 647.

## Etimología y nombre
Según el Harsha-charita, compuesto por el poeta de la corte Bana, la familia era conocida como dinastía Pushyabhuti (IAST: Puṣyabhūti-vaṃśa), o dinastía Pushpabhuti (IAST: Puṣpabhūti-vaṃśa). Los manuscritos del Harsha-charita usan la variante «Pushpabhuti», pero Georg Bühler propuso que se trataba de un error de escritura y que el nombre correcto era «Pushyabhuti». Varios estudiosos modernos ahora usan la forma «Pushpabhuti», mientras que otros prefieren la variante «Pushyabhuti». Pushya se refiere a la constelación de estrellas y Vibhuti significa la 'ceniza sagrada' o 'bendición', este Pushyabhuti literalmente significa «las bendiciones de la constelación de estrellas auspiciosas» que aluden a las «bendiciones divinas/celestiales» o «el cumplimiento de la profecía».
Algunos libros modernos describen la dinastía como «Vardhana», porque los nombres de sus reyes terminan con el sufijo «-vardhana». Sin embargo, esto puede ser engañoso ya que los nombres de reyes de otras dinastías también terminan con ese sufijo.

## Orígenes
No hay información concreta disponible sobre los orígenes de la dinastía. El Jarsha-charita (ca. 640), la biografía en sánscrito   del emperador Jarsha Vardhana (quien reinó entre el 606 y el 647) escrita por Bana Bhatta, escritor y poeta de la corte,  da un relato legendario de su origen y nombra a Pushyabhuti como el fundador de la dinastía. Según esta leyenda, Pushyabhuti vivía en el Srikantha janapada (distrito moderno de Kurukshetra), cuya capital era Sthanvishvara (Thanesar moderno). Devoto de Shiva, Pushyabhuti se involucró en un ritual tántrico en un lugar de cremación, bajo la influencia de Bhairavacharya, un maestro de el Sur. Al final de este ritual, una diosa (identificada con Lakshmi) lo ungió rey y lo bendijo como el fundador de una gran dinastía.
El Pushyabhuti mencionado en el relato de Bana parece ser un personaje ficticio, ya que no se menciona en las inscripciones de la dinastía ni en ninguna otra fuente.

## Historia
La dinastía Pushyabhuti gobernó originalmente un área pequeña alrededor de su capital Sthaneshvara (Thanesar). Según Hans T. Bakker, su gobernante Aditya-Vardhana (o Aditya-Sena) fue probablemente un feudatario de Sharva-Varman, el rey Maukhari de Kannauj. Su sucesor  Prabhakara-Vardhana también pudo haber sido un feudatario del rey Maukhari Avanti-Varman en sus primeros días. La hija de Prabhakara, Rajyashri, se casó con el hijo de Avanti-Varman, Graha-Varman. Como resultado de este matrimonio, el estatus político de Prabhakara aumentó significativamente y asumió el título imperial de  Parama-bhattaraka Maharajadhiraja («A quien los otros reyes se inclinan por su valor y afecto»).
Según la Jarsha-charita, después de la muerte de Prabhakara, el rey de Malwa atacó Kannauj, apoyado por el gobernante de Gauda. El rey de Malwa mató a Graha-Varman y capturó a Rajyashri. Bana no menciona a este rey, pero los historiadores especulan que sería un gobernante de la dinastía Gupta posterior. El hijo mayor de Prabhakara, Rajya-Vardhana, derrotó al gobernante de Malwa, pero fue asesinado por el rey Gauda.
La Jarsha-charita afirma, además, que el hijo menor de Prabhakara, Jarsha Vardhana, se comprometió a destruir al rey Gauda y a sus aliados. Nuevamente, Bana no menciona el nombre del rey Gauda, pero los historiadores lo identifican con Shashanka-Deva, un vasallo Maukhari (mahasamanta). Jarsha Vardhana formó una alianza con Bhaskar Varman,  el rey de Kamarupa, y obligó a Shashanka a retirarse. Posteriormente, en 606, Jarsha fue coronado formalmente como emperador. Conquistó una gran parte del norte de la India (ver: Empire of Harsha) . Hay diferentes evaluaciones del alcance exacto del imperio de Jarsha, pero controlaba partes importantes del norte de la India; su señorío fue aceptado por el rey de Vallabhi en el oeste y el rey Kamarupa, Bhaskaravarman, en el este; en el sur, su imperio se extendía hasta el río Narmada.
Harsha finalmente convirtió a la ciudad de Kanyakubja (Kannauj moderna, en Uttar Pradesh) en su capital, y gobernó hasta c. 647. Murió sin un heredero, lo que llevó al final de la dinastía Pushyabhuti.

## Gobernantes

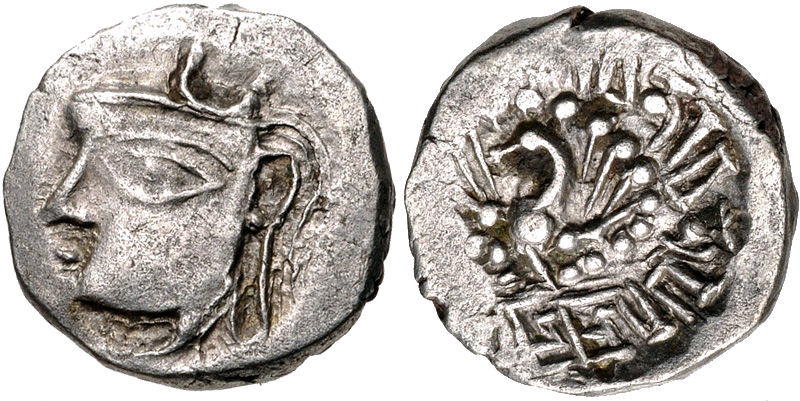
Moneda de Jarsha Vardhana, circa 606-647 CE.

Los siguientes son los gobernantes conocidos de la dinastía Pushyabhuti o Vardhana, con un período estimado de reinado (nombres IAST entre paréntesis):
- Pushyabhuti (Puṣyabhuti), posiblemente mítico
- Naravardhana c. 500-525 CE
- Rajyavardana 1 c. 525-555 CE
- Adityavardhana (Ādityvardhana or Ādityasena), c. 555-580 CE
- Prabhakara-vardhana (Prabhākaravardhana), c. 580-605 CE
- Rajya-vardhana (Rājyavardhana 2), c. 605-606 CE
- Jarsha Vardhana (Harṣavardhana), c. 606-647 CE